# Lennie Tristano
Pour les articles homonymes, voir Tristano.
 (janvier 2016).
Si vous disposez d'ouvrages ou d'articles de référence ou si vous connaissez des sites web de qualité traitant du thème abordé ici, merci de compléter l'article en donnant les références utiles à sa vérifiabilité et en les liant à la section « Notes et références ».
Lennie Tristano est un pianiste et compositeur de jazz américain né le 19 mars 1919 à Chicago et mort le 18 novembre 1978 à New York.

## Biographie

### Les débuts
Leonard Joseph Tristano nait en 1919 à Chicago, en pleine épidémie de grippe espagnole, second enfant d'une fratrie de quatre, de parents issus de l'immigration italienne. Il fréquente l'école paroissiale dès l'âge de 4 ans, puis reste un an et demi en CP, avant d'être changé régulièrement d'école. À 6 ans, il contracte la rougeole, sa vue, déjà faible à la naissance, s'affaiblit : il est pratiquement aveugle à 10 ans. À 8 ans, il est placé dans un établissement pour enfants porteurs de handicaps, avant d'être placé à 10 ans dans un établissement pour aveugles assez strict, où il restera jusqu'à ses 19 ans. Toute difficulté scolaire disparaît, et il devient même un élève plutôt brillant, notamment en mathématiques.
Sa mère, pianiste et chanteuse d'opéra amatrice, lui enseigne les bases du piano, et dès ses 4 ans, il est capable de jouer des morceaux simples. Dans son établissement, il apprend le piano, le saxophone, la clarinette, le violoncelle, la guitare et la trompette[réf. souhaitée]. Il dirige l'orchestre de l'école, dans lequel il joue du saxophone en ut.
À 19 ans, il continue ses études à l'American Conservatory de Chicago où il obtient un bachelor of music en piano et composition en trois ans au lieu de quatre en 1943. De formation classique, il est fasciné par la musique de Jean-Sébastien Bach. Il s’intéresse alors au jazz. Ses modèles sont à l’époque Louis Armstrong, Earl Hines, Art Tatum et Lester Young[réf. souhaitée]. En 1942, il fait ses débuts professionnels comme pianiste et saxophoniste ténor (alors sous l'influence de Chu Berry), notamment dans un orchestre de rumba. Tristano forme en 1943 son premier groupe, une formation de dixieland[réf. souhaitée].
En 1943, il commence à enseigner à la Christensen School of Music. Parmi ses élèves, se trouve Lee Konitz qui n’a alors que 16 ans. Konitz est son premier « disciple » mais sera aussi le plus indépendant.

### Premiers succès
Tristano joue avec la chanteuse Judy Moore en 1945, qu'il épouse en juillet. La même année, il pousse pour la première fois la porte des studios d’enregistrement comme pianiste du sextet d’Earl Swope (en).
Au printemps 1946, le groupe de Woody Herman passe à Chicago, qui lui propose de le rejoindre à New York. Il y joue dans différents clubs, avec notamment son élève Lee Konitz qui l'a suivi à New York, Warne Marsh, John LaPorta, Bud Freeman ou encore Billy Bauer.
En 1946, il enregistre quatre titres en solo. Ce sont des compositions basées sur les grilles de standards de jazz sur lesquels Tristano fait la première, et encore un peu timide, démonstration de ses théories. Il se produit et enregistre en trio avec le guitariste Billy Bauer et les contrebassistes Chubby Jackson puis Leonard Gaskin (en). À propos d’un des titres enregistrés, Out on a Limb, le critique Barry Ulanov (en) parle de « nouvelle ère lumineuse dans le jazz » et écrit « c’étaient de longues lignes cheminant côte à côte, une continuité étudiée, un contrepoint improvisé avec certains passages frôlant l’atonalité, le tout soudé par le swing. Une fraîche et vraie démonstration que le jazz peut suivre un développement parallèle à celui de la musique classique sans vraiment lui être inféodé. »
En 1947, une émission radiophonique oppose des représentants du « vieux jazz » (Jimmy Archey, Danny Barker, Wild Bill Davidson (en), Pops Foster…) à des représentants du « nouveau jazz » (Tristano, Charlie Parker, Dizzy Gillespie, John LaPorta, Billy Bauer, Ray Brown et Max Roach). Les seconds en sortent grands vainqueurs. Cette même année, Tristano enregistre assez abondamment sous son nom (en solo, en trio ou en combo avec le clarinettiste John LaPorta), mais aussi comme sideman du tromboniste Bill Harris (en). Il se produit à plusieurs reprises avec Parker et Gillespie et d’autres beboppers. Tristano est élu « musicien de l’année » par les lecteurs de la revue Metronome. Le pianiste écrit d’ailleurs pour cette revue deux articles théoriques : « What’s Right With the Beboppers » et « What’s Wrong With the Beboppers ». En 1948, se consacrant surtout à l’enseignement, notamment avec Warne Marsh, il est totalement absent des studios.
1949 est une année phare dans la vie de Tristano. Il est alors un musicien totalement reconnu par ses pairs et va enregistrer des plages qui sont des incontournables de l’histoire du jazz (séances Prestige Records et Capitol Records).
Le 3 janvier 1949, il enregistre deux titres au sein d’un orchestre occasionnel réunissant des musiciens élus par les lecteurs de la revue Metronome (en). Ce Metronome All Stars réunit la plupart des musiciens considérés comme les figures représentatives du nouveau jazz : Tristano, Parker, Gillespie, Fats Navarro, Miles Davis, Jay Jay Johnson, Kai Winding, Buddy DeFranco, Eddie Safranski (en), Shelly Manne, Pete Rugolo et plus curieusement Charlie Ventura et Ernie Caceres[C'est-à-dire ?]. Un des deux titres, Victoria Ball, est une composition du pianiste.
C’est aussi en janvier 1949 que le trompettiste Tony Fruscella se désiste pour une séance organisée par la marque Prestige et conseille aux directeurs du label d’enregistrer Tristano. C’est donc un combo réunissant Tristano, Lee Konitz, Billy Bauer, Arnold Fishkind (en) et Shelly Manne qui se retrouve en studio. Si la majorité des titres viennent de la plume de Konitz (Subconscious Lee, Tautology…), la musique est surtout représentative de l’esthétique de Tristano.
Toujours en 1949, entre mars et mai, d’autres enregistrements capitaux sont réalisés, cette fois-ci pour le label Capitol Records. Ces plages, la plupart en sextet (Konitz et Warne Marsh étant aux saxophones et Bauer à la guitare) sont une parfaite démonstration du côté novateur mais aussi de la richesse de la musique de Tristano. Lors d’une de ces séances, le 16 mai, les musiciens enregistrent les pièces Intuition et Digression, qui sont les deux premières tentatives d’improvisation totalement libres (atonales et sans matériel thématique initial) de l’histoire du jazz. Parlant de ses titres, Lenny Popkin, saxophoniste et élève de Tristano, a écrit « C’est de l’harmonie free, mais c’est de l’harmonie. C’est là où je fais la distinction entre le free de Tristano et ce qu’on a appelé plus tard free jazz, la rencontre de musiciens qui, le plus souvent, soufflaient chacun de son côté. Chez Lennie, l’harmonie, la mélodie et le rythme ont une égale importance, de même la communion d’esprit entre les musiciens. Ils jouent les mêmes éléments que les gens qui jouent des standards. »

### Un retrait progressif
En 1950, Tristano est encore plébiscité par les lecteurs de Metronome. Une séance d’un nouveau Metronome All Star est organisée mais le résultat est plutôt décevant[réf. nécessaire]. 1950 marque le début d’une période de retrait pour Tristano durant laquelle il abandonne le devant de la scène musicale, ne donnant plus que quelques rares concerts, pour se consacrer à son enseignement. De 1950 à 1955, les traces discographiques de Tristano sont donc rares.
En 1951, il enregistre deux morceaux avec Charlie Parker (All of Me et I Can’t Believe That You’re in Love with Me). La même année, le pianiste a ouvert son propre petit studio chez lui à Manhattan (317 East 32nd Street). En 1953, c’est dans ce studio que Tristano va enregistrer en piano solo Descent Into the Maelstrom, un véritable déferlement de clusters et de longues lignes atonales, véritable ovni[Quoi ?] par rapport au jazz de l’époque. Ce titre ne sera d’ailleurs publié qu’en 1978 (sur l’album éponyme du label Atlantic).
En 1955, c’est encore dans son studio qu’il enregistre quatre titres particulièrement intéressants, qui constitue une partie du 33 tours publié par le label Atlantic appelé Tristano. Line up et East Thirty Second sont deux titres où Tristano improvise sur des accompagnements préalablement enregistrés par un contrebassiste et un batteur. La bande magnétique est enregistrée en re-recording à moitié tempo pour la partie de piano, puis accélérée pour le pressage final donnant au lignes mélodiques improvisées par le pianiste une densité stupéfiante. Turkish Mambo est une curieuse pièce polyrythmique enregistré en re-recording où Tristano fait s’entrecroiser des mesures en 7/8, 7/4, 5/8, 5/4 et 3/4. Enfin, Requiem est une pièce en hommage à Charlie Parker constitué d’un prélude « à la Robert Schumann » suivi d’un blues épuré particulièrement poignant. L’album Atlantic est complété par des pièces enregistrées en quartet, avec Konitz au saxophone alto, lors d’un concert au restaurant Confucius de New-York, le 11 juin 1955. En 1955-1956, Tristano enregistre aussi dans son studio de Manhattan des pièces en trio ; neuf d’entre elles seront publiées en 1983 sous le titre New York Improvisations par le label Elektra-Musician.
Une nouvelle fois Tristano se met en retrait de l’avant scène musicale, ne se produisant que sporadiquement. Il faut attendre 1962 pour entendre l’album The New Tristano (Atlantic) qui réunit des pièces enregistrées par le pianiste, dans son propre studio, en solo' entre 1958 et 1962. S’y trouvent les passionnants C Minor Complex, G Minor Complex et Scene and Variation. Ce remarquable album, véritable concentré des théories de Tristano, est son dernier disque majeur.
Le pianiste va à partir de cette date déserter les studios d’enregistrement, se consacrant surtout à l’enseignement, mais continuant à se produire en public, même si sa dernière apparition sur scène date de 1968. Tristano explique lucidement, lors d’une interview, son absence des studios : « Un disque de moi, aujourd’hui, serait un gros fiasco du point de vue commercial, étant donné que je n’ai pas l’intention de me prostituer »[réf. souhaitée]. Assez critique vis-à-vis de l’évolution du jazz dans les années 1960, il redit que sa propre modernité vient de la connaissance et de l’approfondissement de la « tradition du jazz » : « La musique d’autrefois et celle que je joue aujourd’hui ne sont rien d’autre que le résultat d’une expérience acquise par l’étude et la connaissance de la musique des jazzmen qui m’ont précédé. C’était et c’est ma manière de sentir les choses »[réf. souhaitée].
À partir du milieu des années 1960, Tristano semble de plus en plus amer. S’il ne cache pas son intérêt pour le rock ou la pop (il fait d’ailleurs, en 1969, l’éloge de la chanteuse Diana Ross dans un numéro de la revue Down Beat), ses remarques sont souvent très acerbes quand il parle de ses confrères jazzmen qui à l’époque font l’actualité (à propos de John Coltrane, Sonny Rollins et Miles Davis : « que de l’émotion, aucun feeling »[réf. souhaitée] ; à propos d’un concert d’Ornette Coleman : « complètement idiot »[réf. souhaitée]). C’est un homme passablement aigri[réf. souhaitée] qui, en 1974, disparaît définitivement de la scène du jazz pour s’enfermer dans la solitude d’une espèce de tour d’ivoire[réf. souhaitée]. Il meurt le 18 novembre 1978.

## Enseignement
C’est surtout parmi ses élèves qu’on trouve la trace la plus concrète de l’originalité de ce qu’on a parfois appelé l’« école Tristano ».
Il commence à enseigner en 1943 à la Christensen School of Music. Dans les années 1950, un retrait progressif de la scène et de l'enregistrement s'accompagne d'une intensification de son enseignement. En 1951, Tristano fonde à New York la première école de jazz. L'école ferme ses portes en 1956, mais le pianiste continue d'enseigner depuis sa maison à Long Island.
Tristano pousse notamment ses élèves à chanter mélodies et solos avant de passer à la pratique instrumentale, afin de se concentrer sur le sens de la musique. Il encourage l'autonomie de ses étudiants et leur apprend la discipline dans le travail. Le travail au métronome a également beaucoup d'importance.
Parmi les musiciens ayant étudié avec le pianiste on peut citer les fidèles Lee Konitz, qui étudie avec Tristano dès l'âge de 16 ans à la Christensen School of Music, Warne Marsh, qui commence à étudier avec lui en 1948, et Billy Bauer. Les jazzmen Herbie Mann, Bill Russo, John LaPorta, Cy Touff, Sal Mosca, Ted Brown, Ronnie Ball, Sheila Jordan, plus ponctuellement Dave Liebman, Phil Woods, Al Levitt, Eddie Gómez et même le vétéran Bud Freeman. Pour l’anecdote le guitariste de rock Joe Satriani a brièvement étudié avec Tristano.

## Personnalité
Lennie Tristano est décrit comme un intellectuel qui a besoin d'analyser en profondeur ce qui a trait à la musique, à la littérature, à la philosophie : devant la Divine Comédie de Dante ou Guerre et Paix de Tolstoï « il est aussi joyeux qu'un enfant devant un nouveau jouet, il le décompose avec l'impatience d'un jeune homme démonte une horloge, il l'analyse aussi sérieusement qu'un doctorant. »

## Style

### Description
Tristano s’imprègne assez vite du bebop et en particulier de la musique de Charlie Parker. C’est en conjuguant sa connaissance de la musique classique, du jazz traditionnel et du bebop que Tristano élabore les bases de ce qui va être son esthétique. La musique de Tristano repose sur un grand sens de la structure, hérité en particulier de Bach, un travail sur l’harmonie (substitutions harmoniques, voicings…) et le phrasé (de longues phrases sinueuses jouées avec un minimum d’accentuation), l’utilisation du contrepoint, en grande partie abandonné dans le langage du bebop, de la polyrythmie et parfois de la polytonalité. Cette esthétique assez proche de celle du cool jazz mais s’en démarquant par bien des aspects est, pour l’époque, particulièrement innovante.
Son approche harmonique emprunte beaucoup à la musique classique contemporaine, notamment via la polytonalité, on peut ainsi déceler l'influence d'Igor Stravinsky dans Out on a Limb.
Il pratique régulièrement l'« improvisation pure », selon ses termes, qui vise à inventer une musique totalement nouvelle, détachée des grilles harmoniques déjà existante et de tous les clichés, phrases, motifs appris et répétés, qui d'une certaine façon annonce le free jazz. On peut ainsi citer le morceau Intuition (1949), sur lequel les musiciens improvisent ensemble, sans avoir rien préparé. Ce morceau n'a donc pas d'harmonie ou de mélodie préétablie, la forme irrégulière se dessine au fur et à mesure de la direction que prennent les musiciens.
Tristano demandait souvent à sa section rythmique de jouer un swing en /
 le plus basique possible, afin de permettre à lui et à ses musiciens de jouer avec les syncopes et les polyrythmes complexes,. On peut même considérer, notamment en écoutant ses enregistrements en solo où sa main gauche joue la walking bass, qu'il ne s'agit pas réellement de /
, avec temps forts et temps faibles, mais plutôt d'une suite de mesures en /
, où chaque temps est égal aux autres, ce qui ne correspond pas aux standards du swing.
En tant que pianiste, il est assez virtuose, déclarant être capable de jouer dès 1944 n'importe quel morceau d'Art Tatum.
Dans son studio, il expérimente le re-recording, en particulier sur Turkish Mambo (1956) : seul avec un métronome, il superpose quatre parties, trois motifs d'accompagnement (en /
, /
 et /
) et une où il improvise. Ce jeu polyrythmique préfigure les expérimentations de Dave Brubeck (Time Out, 1959), ou les superpositions rythmiques d'Henry Threadgill et du collectif M-Base. Line up et East Thirty Second sont deux titres où Tristano improvise sur des accompagnements préalablement enregistrés par un contrebassiste et un batteur : Tristano joue sur ce play-back passé à la moitié de sa vitesse. La bande correspondant au piano est ensuite passée deux fois plus vite, afin d'obtenir le mixage final.

### Critiques
La complexité de la musique de Tristano a conduit certains critiques à lui reprocher une certaine froideur et une tendance à l’intellectualisme.
Ses détracteurs lui reprochent d'avoir oublié l'héritage du blues dans son approche de la musique, et plus généralement de chercher à effacer l'apport afro-américain au jazz. Par ailleurs, Tristano considérait Thelonious Monk comme « le pianiste le plus stupide [qu'il ait] jamais entendu. »

### Influence
Tristano est une figure particulière dans l’histoire du jazz, à la fois très importante et marginale. Ses théories ont inspiré une multitude de musiciens, pas seulement ses élèves. Ainsi, Miles Davis, bien que très critique envers Tristano, a tout de même utilisé certains de ses concepts sur Birth of the Cool. Même si Tristano n’a pas eu vraiment d’« héritiers directs » (à part peut-être une de ses fidèles élèves, la pianiste Connie Crothers), il a influencé de nombreux jazzmen, les principaux étant Paul Bley et Keith Jarrett ; on peut également citer Ethan Iverson ou Mark Turner. Bill Evans, à l’esthétique pourtant pour le moins éloignée de celle de Tristano, a toujours revendiqué ce dernier comme une de ses influences. Les premiers enregistrements de Charles Mingus, qui a étudié avec Tristano dans les années 1950, évoquent le pianiste dans leur style et leurs techniques de composition.

## Compositions
Les compositions de Tristano suivent rarement une forme standard (comme la forme AABA), dans la mesure où il n'y a que très rarement de répétition ou de motif récurrent. Il fait souvent appel au contrepoint.
Tristano composait souvent à partir des grilles harmoniques de standards de jazz, un procédé appelé démarquage. Les titres donnés entre parenthèses sont ceux des standards. On remarquera que Tristano utilise parfois plusieurs fois les mêmes standards (Pennies from Heaven, (Back Home Again in) Indiana, I'll Remember April (en), What Is This Thing Called Love?, etc.)
- 317 East 32nd (Out of Nowhere)
- Abstraction
- Appellation
- April (I’ll Remember April)
- Back Home (Indiana)
- Becoming (What Is This Thing Called Love?)
- Blame Me (Don’t Blame Me)
- C Minor Complex (Pennies from Heaven ou You’d Be So Nice to Come Home To[15]…)
Le morceau est enregistré en solo en 1962. Très complexe, comme son nom l'indique, il s'agit dans la première partie d'une walking bass jouée à la main gauche pendant que la main droite improvise, souvent en arrière du temps, pour générer de la tension. À la moitié du morceau, Tristano joue à la moitié du tempo des phrases en block chords, pendant que la main gauche continue sa ligne de basse, puis revient à une ligne mélodique à la main droite[15].
- Confucius Blues (blues)
- Cool Boogie (Out of Nowhere)
- Continuity (I’ll Remember April)
- Coolin’ Off (Sweet Georgia Brown)
- Deliberation (Indiana)
- East Thirty Second (Pennies from Heaven, en mineur)
- Foolin’ Myself
- Freedom (blues)
- G Minor Complex (You’d Be So Nice to Come Home To)
- Ghost (Ghost of a Chance)
- Glad I Am (Yesterdays (en))
- I Found My Baby (I Found a New Baby)
- Image Paris (Imagination + I Can’t Give You Anything But Love)
- Juju (Indiana)
- Just Judy (Just You, Just Me)
- Lennie-Bird (How High the Moon)
Ce morceau fait référence à Charlie Parker, alias « Bird », et reprend un des standards préférés de Parker[16]
- Lennie’s Pennies (Pennies from Heaven)
- Line Up (All of Me)
- Love Lines
- My Baby (My Melancholy Baby)
- On a Planet (Don’t Blame Me)
- Out of a Limb (Honeysuckle Rose)
- Palimpset
- Parallel (Tea for Two)
- Passtime (You Go to My Head)
- Pennies in Minor (Pennies from Heaven, en mineur)
- Progession (Lullaby of Birdland)
- Requiem (prélude « à la Schumann » puis blues)
- Retrospection (These Foolish Things)
- Scene and Variation (My Melancholy Baby)
- Subconscious-Lee (What Is This Thing Called Love?)
On peut encore entendre ici et là des réminiscences du morceau de Cole Porter sur lequel Subconscious-Lee se base. Comme à son habitude, le morceau est construit sur une longue ligne mélodique sans répétition. C'est des premiers exemples de cool jazz : batterie jouée aux balais, croches égales[17]…
- Supersonic (What Is This Thing Called Love?)
- Spontaneous Combustion (These Foolish Things)
- This is Called Love (What Is This Thing Called Love?)
- Wow (You Can Depend on Me)
Morceau très complexe, à la longue mélodie linéaire jouée très rapidement (Crosscurrents, enregistré en 1949). Son approche harmonique est si complexe que le morceau semble atonal[12],[11].

## Discographie
Lennie Tristano a enregistré relativement peu d'albums, en comparaison avec les autres musiciens de son époque. Les disques publiés du vivant du pianiste sont les suivants :
- de premiers enregistrements en trio ou en combo, sortis en 78 tours, notamment avec Lee Konitz et Warne Marsh. Ces enregistrements sont regroupés sur Crosscurrents (1972). On y retrouve notamment les improvisations collectives Intuition et Digression
- deux LP parus chez Atlantic, Lennie Tristano (1954) et The New Tristano (1960)
- Descent into the Maelstrom, une compilation parue en 1976 d'enregistrements en trio et de morceaux plux expérimentaux

Depuis, de nombreux disques ont publié l'intégralité des enregistrements de Tristano.